# كأس السوبر اليمني
كأس السوبر اليمني هي بطولة في رياضة كرة القدم تجمع بطل الدوري اليمني - الدرجة الاولي مع كأس رئيس الجمهورية.

## السجل التاريخي
| النادي     | عدد الألقاب |
| أهلي صنعاء | 4           |
| الصقر      | 1           |
| العروبة    | 1           |
| شعب إب     | 1           |
| شعب حضرموت | 1           |

## السجل التفصيلي
| السنة | البطل      | الوصيف         | النتيجة                   |
| ----- | ---------- | -------------- | ------------------------- |
| 2007  | أهلي صنعاء | التلال         | 1 - 1 / ضربات ترجيحية 3/5 |
| 2008  | أهلي صنعاء | الهلال الساحلي | 2 - 2 / ضربات ترجيحية 2/4 |
| 2009  | أهلي صنعاء | الهلال الساحلي | 3 - 0                     |
| 2010  | الصقــر    | التلال         | 2 - 1                     |
| 2011  | العروبة    | التلال         | 1 - 0                     |
| 2012  | شعب إب     | أهلي تعز       | 1 - 1 / ضربات ترجيحية 3/4 |
| 2013  | شعب حضرموت | اليرموك        | 0 - 0 / ضربات ترجيحية 1/4 |
| 2014  | أهلي صنعاء | الصقر          | 2-1                       |

## روابط خارجية
- اليمن - قائمة الفائزين بالكأس الإحصائيات
- إحصائيات كرة القدم http://www.rsssf.com/tablesy/yemen2010.html#super